# Campiglossa albiceps
Campiglossa albiceps
 es una especie de insecto díptero que Friedrich Hermann Loew describió científicamente por primera vez en el año 1873. Pertenece al género Campiglossa de la familia Tephritidae.
Mide 6 mm de la cabeza a la punta de las alas. La cabeza y las patas son amarillas, el tórax y abdomen son grises con manchas negras, las alas tienen manchas negras.
Se encuentra en los Estados Unidos y Canadá. Las larvas se alimentan de varias especies de Asteraceae.